# Yakari
Yakari is een Zwitserse stripreeks, bedacht door het duo Job en Derib. De strip verscheen voor het eerst in 1969 in het Zwitserse weekblad Le Crapaud à lunettes.
De strip is wereldwijd in 17 talen vertaald, waaronder het Nederlands, Duits, de Noord-Germaanse talen, Fins, Bretons, Indonesisch, Pools, Chinees, Arabisch, Engels en Inuktitut. 
Er zijn twee gelijknamige animatieseries op gebaseerd, zowel in 1983 als in 2005. De stem van de Nederlandse Yakari wordt vertolkt door Peter de Kroon. In 2020 verscheen er tevens een animatiefilm.
In 2016 nam Joris Chamblain de scenario's over van Job. Na twee albums werden de scenario's geschreven door Xavier Giacometti, die eerder al de animatieserie en animatiefilm regisseerde.

## Verhaal
De serie gaat over een jonge Sioux-indiaan genaamd Yakari, die de gave heeft om met dieren te praten. Samen met zijn trouwe mustang Kleine Bliksem dwaalt hij op de prairie van Noord-Amerika rond. Hij wordt tevens bijgestaan door de Grote Adelaar, zijn totemdier.
De serie speelt zich af op de prairies van Noord-Amerika. De indianen maken gebruik van paarden, wat betekent dat de serie zich in elk geval na de komst van de Spaanse kolonisten moet afspelen. In de strips worden echter nooit Europeanen gezien, en er wordt ook nooit gesproken over blanke mensen. In een van de strips vertelt een indiaan aan Yakari dat niemand weet hoe de paarden naar hun land gekomen zijn, maar dat vaststaat dat ze er niet altijd zijn geweest. Aangenomen wordt dat de strip zich afspeelt na de 15e eeuw, maar voor de massale kolonisatie van het westen in de 18e en 19e eeuw.

## Albums

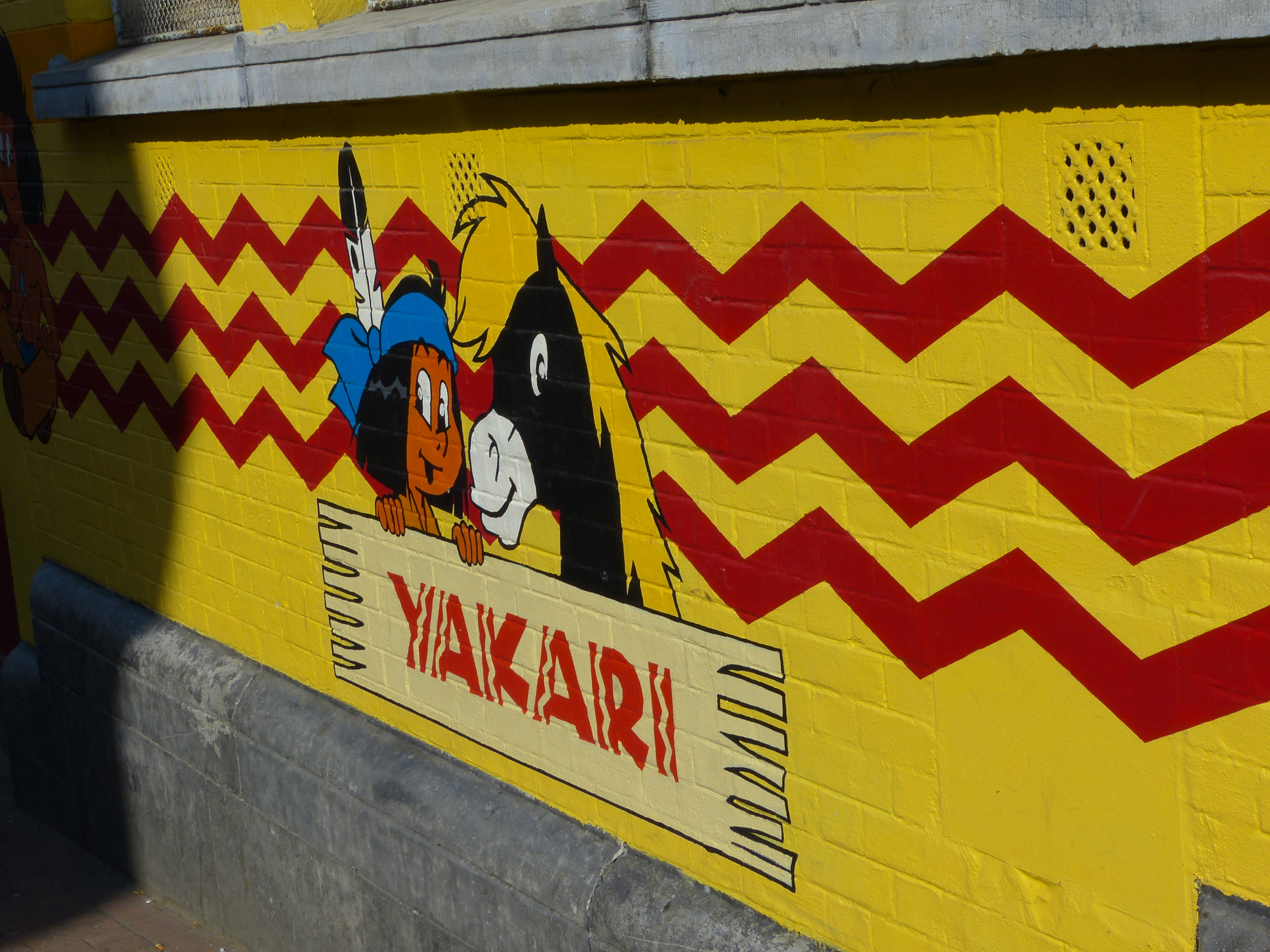
Stripmuur in Brussel.

| Nr. | Titel                            | Originele titel                     | Uitgeverij | Uitgavejaar album |
| --- | -------------------------------- | ----------------------------------- | ---------- | ----------------- |
| 1   | Yakari en de grote adelaar       | Yakari et Grand Aigle               | Dargaud    | 1973              |
| 2   | Yakari en de witte bizon         | Yakari et le bison blanc            | Casterman  | 1976              |
| 3   | Yakari bij de bevers             | Yakari chez les castors             | Casterman  | 1977              |
| 4   | Yakari en Nanabozo               | Yakari et Nanabozo                  | Casterman  | 1978              |
| 5   | Yakari en de grizzly             | Yakari et le grizzly                | Casterman  | 1979              |
| 6   | Het geheim van kleine bliksem    | Le secret de petit tonnerre         | Casterman  | 1981              |
| 7   | Yakari en de vreemde vogel       | Yakari et l'étranger                | Casterman  | 1982              |
| 8   | Yakari bij de wolven             | Au pays des loups                   | Casterman  | 1983              |
| 9   | Yakari en de eland               | Les Prisonniers de l'Ile            | Casterman  | 1983              |
| 10  | Yakari en de valstrik            | Le grand terrier                    | Casterman  | 1984              |
| 11  | Yakari en de berggeiten          | La toison blanche                   | Casterman  | 1985              |
| 12  | Yakari en de coyote              | Yakari et le coyote                 | Casterman  | 1986              |
| 13  | De koningen van de prairie       | Yakari et les seigneurs des plaines | Casterman  | 1987              |
| 14  | Yakari en de raven               | Le vol des corbeaux                 | Casterman  | 1988              |
| 15  | Yakari en de moederbeer          | La rivière de l'oubli               | Casterman  | 1989              |
| 16  | Het eerste ritje                 | Le premier galop                    | Casterman  | 1990              |
| 17  | Yakari en de reuzenslang         | Le monstre du lac                   | Casterman  | 1991              |
| 18  | Yakari en de sneeuwvogel         | L'oiseau de neige                   | Casterman  | 1992              |
| 19  | Yakari en de vuurdam             | la barrière de feu                  | Casterman  | 1993              |
| 20  | De bosduivel                     | Le diable des bois                  | Casterman  | 1994              |
| 21  | Yakari en de witte dolfijn       | Le souffleur de nuages              | Casterman  | 1995              |
| 22  | Yakari en de woeste tornado      | La fureur du ciel                   | Casterman  | 1996              |
| 23  | Yakari en de gevorkte hoorns     | Yakari et les cornes fourchues      | Casterman  | 1997              |
| 24  | Yakari en de spookbeer           | Yakari et l'ours fantôme            | Casterman  | 1998              |
| 25  | Het geheim van de rots           | Le mystère de la falaise            | Le Lombard | 1999              |
| 26  | De wraak van de das              | La vengeance du carcajou            | Le Lombard | 2000              |
| 27  | Yakari en Langoor                | Yakari et Longues-oreilles          | Le Lombard | 2001              |
| 28  | De pratende eik                  | Le chêne qui parlait                | Le Lombard | 2002              |
| 29  | Het ontwaken van de reus         | Le réveil du géant                  | Le Lombard | 2003              |
| 30  | De nachtloper                    | Le marcheur de nuit                 | Le Lombard | 2004              |
| 31  | Yakari en de appaloosa's         | Yakari et les appaloosas            | Le Lombard | 2005              |
| 32  | De klauwen van de beer           | Les Griffes de l'Ours               | Le Lombard | 2006              |
| 33  | Het moeras van de angst          | Le marais de la peur                | Le Lombard | 2007              |
| 34  | De terugkeer van het toverkonijn | Le retour du lapin magicien         | Le Lombard | 2008              |
| 35  | Een beertje op avontuur          | L'escapade de l'ourson              | Le Lombard | 2009              |
| 36  |                                  | Le lézard de l'ombre                | Le Lombard | 2011              |
| 37  |                                  | Le mangeur d'étoiles                | Le Lombard | 2012              |
| 38  |                                  | Yakari et la tueuse des mers        | Le Lombard | 2014              |

### De nieuwe avonturen van Yakari
Album 36 tot 38 werden niet vertaald in het Nederlands. Vanaf album 39 wordt de serie wel weer vertaald, maar verschijnen die nieuwe albums in het Nederlands in de reeks De nieuwe avonturen van Yakari. Vanaf dat album kreeg de stripreeks ook een nieuwe scenarist. Deze albums worden uitgegeven door Le Lombard.
| Nr. (FR) | Nr. (NL) | Titel                   | Originele titel        | Uitgavejaar album |
| -------- | -------- | ----------------------- | ---------------------- | ----------------- |
| 39       | 1        | Een dag van stilte      | Le jour du silence     | 2016              |
| 40       | 2        | De geest van de paarden | L'esprit des chevaux   | 2019              |
| 41       | 3        | De zoon van de adelaar  | Le fils de l'aigle     | 2020              |
| 42       | 4        | De woede van Thathanka  | La colère de Thathanka | 2022              |